# Kwak Yi-kyong
Kwak Yi-kyong (곽이경, nacido en 1979) es una activista de derechos humanos, activista de derechos civiles y activista de derechos laborales y de los derechos LGBT surcoreana. Desde 2012 hasta la actualidad, ha sido representante de Solidaridad por los Derechos Humanos LGBT de Corea (SLRK). deportes hoy 2013-07-03
En sus primeros años, Kwak estuvo involucrada con movimientos estudiantiles. Fue vicepresidenta de la Unión de Estudiantes de la [[Universidad de Corea}}  En 2002, se unió a Solidaridad por los Derechos Humanos LGBT de Corea  (SLRK). De 2004 a 2005, Kwak fue Secretario General de SLRK.
En 2005, fue nombrada responsable de Educación del Comité de minorías LGBT (성 소수자 위원회) del  Partido Laborista Democrático.  También participó en los movimientos por los derechos laborales, los derechos humanos, los derechos del SIDA y los movimientos pacifistas contra la guerra. En 2011, Kwak fue nombrado miembro del Comité de minorías LGBT del  Partido Laborista Democrático. En 2013, se convirtió en directora adjunta de políticas de la Unión Nacional de Mujeres (전국 여성 노조).
En 2012, fue presidenta operativa (운영 위원장) de SLRK. En 2013, fue presidenta de SLRK.